# Мемфис (Мисисипи)
Мемфис (енгл. Memphis) град је у америчкој савезној држави Мисисипи.

## Демографија
По попису из 2000. године број становника је 87.
| Група             | 2000.      | 2010.    |
| Белци             | 80 (92,0%) | 0 (0,0%) |
| Афроамериканци    | 6 (6,9%)   | 0 (0,0%) |
| Азијати           | 0 (0,0%)   | 0 (0,0%) |
| Хиспаноамериканци | 0 (0,0%)   | 0 (0,0%) |
| Укупно            | 87         | 0        |